# Agente 00
El código 00 es un elemento narrativo utilizado por Ian Fleming dentro de la serie de novelas y filmes creados a partir del personaje ficticio, James Bond. 
De acuerdo a las publicaciones, dentro del Servicio Secreto de Inteligencia del Reino Unido —conocido como MI6— existe la Sección 00, la cual alberga a los miembros élite de la corporación encubierta. De esta manera, quienes han recibido el código 00 son los agentes con licencia para matar discretamente durante sus misiones. Todos los agentes 00, invariablemente han servido en las fuerzas especiales de la milicia británica, siendo posteriormente, llamados por el MI6 a integrarse a sus filas y trabajar en el contraespionaje de Inglaterra.
Originalmente, se establecía que el área especial solo estaba conformada por 3 agentes durante un predeterminado tiempo (particularmente, esta concepción fue señalada a partir de la novela Goldfinger), mientras que, contrariamente, las adaptaciones cinematográficas referían a un total inferior a 12 agentes secretos activos (específicamente, en Operación Trueno).

## Agentes
Con base en la franquicia completa del personaje (novelas, filmes, videojuegos y cómics), existen un total de 16 agentes con el código 00, de los cuales solo tres de ellos (los agentes 001, 007 y 008) aún están activos dentro del servicio secreto británico.
| Agente 00   | Nombre                      | Información |
| ----------- | --------------------------- | --- |
| Agente 001  | Edward Donne                | - Presentado como el más temido y respetado de los 00, se dice que sería el único calificado para acabar con todos los agentes doble cero que se vuelvan una amenaza para la institución y la nación. Solo es mencionado un par de veces y se refieren a él como el "agente Alpha".- |
| Agente 002  | Bill Fairbanks              | Asesinado por Francisco Scaramanga, "El hombre con el revólver de oro", en Beirut, Líbano durante 1969, mientras estaba en brazos de Saida, una bailarina de vientre. En el filme Alta tensión, otro agente bajo el código 002 fue considerado para el entrenamiento en Gibraltar, junto a los agentes 004 y 007. |
| Agente 003  | Jason Walters               | Asesinado en Siberia mientras llevaba un microchip robado, recuperado de una fábrica soviética en Panorama para matar. El microchip estaba en un colgante junto a la foto de una mujer y un niño, hecho que implica que tenía familia. Otro agente 003 aparece en el juego James Bond 007: Everything or Nothing, llamado Jack y que muere también en el juego. |
| Agente 004  | Frederick Warder            | Estuvo acompañado de los agentes 002 y 007 en Gibraltar dentro de la película Alta tensión; murió asesinado por un sujeto que pretendía convertirse en un agente KGB, al dejarle un sello en el cuerpo con la expresión "Smiert Spionam" (Muere por espiar) en ruso. |
| Agente 005  | Stuart Thomas               | Fue transferido a la Estación G como comandante en la novela Colonel Sun por un defecto ocular que le evitó manejar el arma de una manera ideal para las misiones secretas. |
| Agente 006  | Magic Hector                | El protagonista de GoldenEye. Uno de los mejores amigos de Bond. Aunque se creía muerto a manos del coronel ruso Ourumov durante el ataque al Complejo Químico de Guerra Arkhangel a finales de los años 80, reaparece como jefe de la organización criminal Janus en GoldenEye. |
| Agente 007  | James Bond                  | A la fecha, el único agente conocido en emplear el código desde su inicio. |
| Agente 008  | 'Bill'                      | Parece tratarse del agente favorito de reserva de M, puesto que amenaza a Bond de sustituirle por él en dos ocasiones. La primera en Goldfinger, cuando cree que Bond puede tomarse la misión como una venganza personal por el asesinato de Jill Masterson. Más adelante el mismo Bond le menciona a Goldfinger que 008 le sustituirá en caso de muerte, en un intento de detener un láser caprichosamente apuntado. La segunda nos lleva al filme Alta tensión cuando Bond no parece dispuesto a asesinar al general Leonid Pushkin. En este caso M amenaza con hacer venir a 008 desde Hong Kong, alegando que no conoce a Pushkin y que "sigue órdenes, no instintos".                                              |
| Agente 009  | Peter Smith                 | Al igual que 002, existen dos personas distintas que llevan este número a lo largo de la saga. El primero es asesinado en Octopussy por los gemelos Mishka y Grishka -lanzadores de cuchillos -, no sin antes conseguir completar su misión entrando moribundo en la embajada inglesa disfrazado de payaso. En El mundo no es suficiente, un segundo 009 es empleado por M para que mate a Renard, terrorista responsable del secuestro de Electra King. 009 completa la misión, dejando con vida a Renard aunque con una bala incrustada en el cerebro que le va matando lentamente además de provocarle la pérdida del sentido del tacto, haciéndolo un rival difícil para Bond, ya que no sufre dolor físico alguno. |
| Agente 0010 | John Wolfgramm              | Referido en la novela de Benson The Man with the Red Tattoo. |
| Agente 0011 | Cederic                     | Mencionado brevemente en la novela Moonraker como un agente asignado en Singapur. |
| Agente 0012 | Sam Johnston                | Muy poco conocido a través de las novelas y visto en El mundo no es suficiente en una foto mostrada por 007 a un banquero suizo en Bilbao. |
| Agente 0013 | Briony Thorne               | Una agente que aparece en el cómic Fear Face (publicado el 18 de enero de 1971 en The Daily Express. Fue asignada para cubrir las misiones en China. |
| Desconocido | Jonathan Hunter "GoldenEye" | Un antiguo agente 00 que aparece en el videojuego GoldenEye: Rogue Agent. Recibió un disparo en el ojo derecho y fue despedido del MI6 por "brutalidad temeraria". |
| Desconocido | Agente York                 | Asesinado en el cómic River of Death (publicado el 24 de junio de 1969 en The Daily Express. Su código nunca es revelado. |
| Desconocido | Suzi Kew                    | Un agente que aparece en el cómic de Daily Express, cuyo código tampoco es revelado. |

- Datos: Q2340985